# 国際連合安全保障理事会決議117
国際連合安全保障理事会決議117（こくさいれんごうあんぜんほしょうりじかいけつぎ117、英: United Nations Security Council Resolution 117, UNSCR117）は、1956年9月6日に国際連合安全保障理事会で採択された決議。国際司法裁判所の徐謨裁判官の死を受けて、同判事の残りの任期を埋めるための選挙を総会第11会期に行われるものと決定した。決議は無投票で採択された。

## 詳細
以下はその和訳。
安全保障理事会は、
1956年6月28日に徐謨裁判官が死去したことに遺憾の意を表し、
さらに、故人の残りの任期について国際司法裁判所に空席が生じ、同裁判所規程の条項に従って補充されなければならないことに留意し、
同規約第14条に基づき、この空席を埋める選挙の期日は、安全保障理事会が定めるものとすることに留意し、
この空席を埋める選挙は第11回総会会期中に実施することを決定する。
（第733回会合にて無投票採択。）